# Račički Brijeg
 Račički Brijeg   (olaszul: Castel Racizze) falu Horvátországban, Isztria megyében. Közigazgatásilag Buzethez tartozik.

## Fekvése
Az Isztriai-félsziget északi részének közepén, Pazintól 16 km-re északra, községközpontjától 6 km-re délre a Rečica-patak völgye feletti dombon fekszik.

## Története
A falunak 1880-ban 82, 1910-ben 133 lakosa volt. 2011-ben 51 lakosa volt.

## Lakosság
| Lakosság változása | Lakosság változása | Lakosság változása | Lakosság változása | Lakosság változása | Lakosság változása | Lakosság változása | Lakosság változása | Lakosság változása | Lakosság változása | Lakosság változása | Lakosság változása | Lakosság változása | Lakosság változása | Lakosság változása | Lakosság változása |
| ------------------ | ------------------ | ------------------ | ------------------ | ------------------ | ------------------ | ------------------ | ------------------ | ------------------ | ------------------ | ------------------ | ------------------ | ------------------ | ------------------ | ------------------ | ------------------ |
| 1857               | 1869               | 1880               | 1890               | 1900               | 1910               | 1921               | 1931               | 1948               | 1953               | 1961               | 1971               | 1981               | 1991               | 2001               | 2011               |
| 0                  | 0                  | 82                 | 79                 | 107                | 133                | 0                  | 0                  | 107                | 103                | 70                 | 54                 | 42                 | 52                 | 48                 | 51                 |